# John Rogers Commons

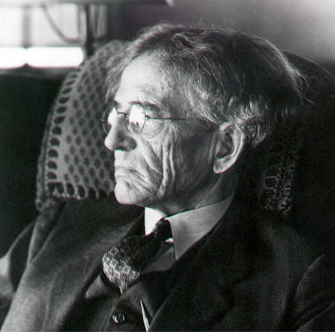
John Rogers Commons

John Rogers Commons (* 13. Oktober 1862 in Hollandsburg, Ohio; † 11. Mai 1945 in Fort Lauderdale, Florida) war ein US-amerikanischer Ökonom und Soziologe. Als solcher war er auch ein führender Vertreter der institutionellen, evolutionären Wirtschaftstheorie sowie ein einflussreicher Politikberater.

## Leben
Nach dem erfolgreichen Abschluss der High-School versuchte sich Commons zunächst kurzfristig als Lehrer an einer Volksschule, beendete diesen Versuch aber relativ schnell. 1882 hatte seine Familie genügend Geld angespart, um ihm den Besuch des Oberlin-College zu ermöglichen. Nach seinem Bachelor-Abschluss dort 1888, ging er für 2 Jahre für weitere Studien zur Johns-Hopkins-Universität in Baltimore (Maryland). Dort erreichte ihn 1890 ein Angebot für eine Tätigkeit als Lehrkraft für Ökonomie von der Wesleyan-Universität in Connecticut, wo sein Engagement aber nicht verlängert wurde. Nach einem weiteren Jahr an der Hopkins-Universität, in dem er seine Promotion fertigstellte, erhielt er eine Anstellung am Oberlin College. Er verließ Oberlin aber bereits nach einem Jahr, um eine besser bezahlte Position an der Universität von Indiana anzunehmen. Dort lehrte er Ökonomie und Soziologie. Auch Indiana verließ er nach einem Jahr für eine wiederum besser dotierte Stellung an der Syracuse-Universität in Syracuse, New York. Diese Stelle wurde ihm 1899 gekündigt, da die Hochschulverwaltung der Meinung war, die Tätigkeit eines 'Radikalen' wie Commons würde das Spendenaufkommen der Universität negativ beeinflussen.
In der Folge war Commons im politischen Bereich bzw. in der Politikberatung tätig. So erstellte er einen Index für Großhandelspreise, der Argumente für die Notwendigkeit einer Ausweitung der Geldmenge durch die Regierung erbringen sollte und wurde dann Mitglied einer von der Regierung eingesetzten Industriekommission mit der Aufgabe, einen Bericht über Immigration fertigzustellen. Danach erhielt er den Auftrag, für die National Civics Federation über Besteuerung und Fragen von Arbeitsbeziehungen zu forschen. In dieser Zeit entwickelte Commons sein Interesse an Arbeitsbeziehungen und Gewerkschaften, das 1918 in der Veröffentlichung der "History of Labour in the United States" gipfelte.
1904 erhielt Commons dann ein Angebot der Universität Wisconsin, wo er bis 1932 als Professor tätig war. Dort setzte er seine Arbeit über die Geschichte der Arbeiterbewegung fort und entwickelte weiterhin, mit Unterstützung des Politikers und späteren Senators Robert M. La Follette senior Vorschläge und Initiativen zur Gesetzgebung und Politikgestaltung. Insbesondere nahm er großen Einfluss auf die Ausgestaltung des von Präsident Franklin D. Roosevelt initiierten New Deal, der die Auswirkungen der Weltwirtschaftskrise überwinden sollte und er wird teilweise sogar als intellektueller Vater dieses politischen Konzeptes angesehen. Weitere maßgeblich von Commons beeinflusste politische Initiativen betreffen u. a.:
- Regulierungen bezüglich der Arbeitssicherheit
- Arbeitslosenversicherung
- Sozialversicherungsähnliche Ruhestandsprogramme
- Kompensationszahlungen für Arbeitsunfälle

Im Jahr 1917 stand Commons der American Economic Association als gewählter Präsident vor. Seit 1936 war er gewähltes Mitglied der American Philosophical Society.
Sicherlich auch beeinflusst durch seine politische Tätigkeit wandte sich Commons in den dreißiger Jahren der institutionellen politischen Ökonomie zu und veröffentlichte 1934 das zweibändige Werk "Institutional Economics. Its Place in the Political Economy".
Commons starb am 11. Mai 1945 in Fort Lauderdale (Florida).

## Schriften (Auswahl)
- The Distribution of Wealth, 1893
- Social Reform and the Church, 1894
- Proportional Representation, 1896
- A Sociological View of Sovereignty, 1899, in: American Journal of Sociology
- Trade Unionism and Labor Problems, 1905
- Races and Immigrants in America, 1907
- Tariff Revision and Protection for American Labor, 1908
- Labor Administration, 1913
- Hrsg.: A History of Labor in the United States, 4 Bände, 1918–1935, ND Harvard University Press, 1966, ISBN 978-0678001424.
- Industrial Goodwill, 1919
- Legal Foundations of Capitalism, 1924
- Institutional Economics: Its place in political economy, 1934
- Myself, 1934
- The Economics and Collective Action, 1950.